# 아가토클레스 (리시마코스의 아들)
아가토클레스(그리스어: Aγαθoκλής, Agathocles, ~ 284 BC)는 리시마코스와 오드리시족 여인 마크리스 사이의 아들이었다. 아가토클레스는 기원전 292년경 그의 아버지에 의해 게타에로 원정보내어졌다. 그러나 그는 패하여 포로가 되었다. 아가토클레스는 게타에의 왕 드로미차에테스에 의해 다루어졌다. 그리고 선물과 같이 돌려 보내어졌다. 그러나 리시마코스는 게타에로 진군하고 패배하여 포로가 되었다. 하지만 그역시 방면되었는데 결과적으로 드로미차에테스는 리시마코스의 딸을 얻었다. 약간의 저자들에 따르면 둘중의 하나만 포로가 되었다. 기원전 287년 아가토클레스는 데미트리오스 1세 폴리오르케테스에게로 원정보내어졌다. 그는 아나톨리아로 진군하여 데메트리오스 1세로부터 리디아와 카리아를 빼앗았다. 이 원정에서 그는 성공적이었다. 그는 데미트리오스 1세를 격파하고 그를 그의 아버지 리시마코스의 영역에서 몰아내었다. 아가토클레스는 리시마코스의 계승자로 책봉되었다. 그리고 그의 백성들에게 인기가 있었다. 그러나 그의 계모 이집트의 아르시노에 2세는 리시마코스로 하여금 아가토클레스에 대한 편견을 가지게 하였다. 그를 독살하려는 시도가 실패한 후에 리시마코스는 그를 수감시켰는데 아가토클레스는 기원전 284년 피살되었다. 아가토클레스의 미망인 리산드라는 그의 아이들과 형제인 프톨레마이오스 케라우노스와 함께 시리아의 셀레우코스 1세 니카토르에게로 달아났다. 그들은 결국 리시마코스와 코루페디온 전투를 벌였다.

## 참고 문헌
- Smith, William (editor); Dictionary of Greek and Roman Biography and Mythology, "Agathocles (2)", Boston, (1867)
- 본 문서에는 현재 퍼블릭 도메인에 속한 윌리엄 스미스가 쓴 《그리스와 로마의 전기와 신화 사전》 (1870년)의 내용을 기초로 작성된 내용이 포함되어 있습니다.